# Ярхичи-Кала
Ярхичи-Кала (тадж. Ярхичи Қалъа) — село в Раштском районе Таджикистана. Входит в состав сельской общины (джамоата) Хоит. Расстояние от села до центра района (пгт Гарм) — 71 км, до центра джамоата (село Хоит) — 7 км. Население — 379 человек (2017 г.), таджики. Население в основном занято сельским хозяйством.